# Budi tu
Budi tu treći je studijski album riječkog elektro - pop sastava Denis & Denis, koji diskografska kuća Jugoton objavljuje 1988. godine.

## O albumu
Marina Perazić je 1986. godine napustila sastav te se kratko posvetila svojoj solo karijeri. Davor Tolja i Edi Kraljić nastavljaju djelovati kao Denis & Denis do 1988. godine, kada nakon objave albuma i završene promocije sastav definitivno prestaje s radom.
Album Budi tu objavili su 1988. godine. Tekstove su pisali Edi Kraljić, Mladen Popović i Bora Đorđević, dok je glazbu i još jedan tekst napisao Tolja. Producenti su bili Elvis Stanić i Tolja. Skladbe koje se nešto više ističu od ostalog materijala su "Bengalski tigar" i "Miris krila anđela".

## Popis pjesama
| 1. | »Bengalski tigar«    | Davor Tolja - Mladen Popović |  |
| 2. | »Inspiracija«        | Davor Tolja - Bora Đorđević  |  |
| 3. | »Pijane ulice«       | Davor Tolja - Mladen Popović |  |
| 4. | »Miris krila anđela« | Davor Tolja - Mladen Popović |  |

| 1. | »Bio sam dijete« | Davor Tolja - Edi Kraljić    |  |
| 2. | »Staklena kugla« | Davor Tolja - Davor Tolja    |  |
| 3. | »Školjka«        | Davor Tolja - Mladen Popović |  |
| 4. | »Sanjaj«         | Davor Tolja - Mladen Popović |  |
| 5. | »Budi tu«        | Davor Tolja - Edi Kraljić    |  |

## Izvođači
- Edi Kraljić - vokal, akustična gitara
- Davor Tolja - klavijature, vokal, udaraljke
- Elvis Stanić - električna gitara, akustična gitara, fletless bas, klavijature
- Željko Kirinčić - bas-gitara
- Denis Razumović - alt saksofon
- Andrej Baša - akustični klavir, prateći vokali
- Jozefina Kresojević - prateći vokali
- Dalida Banac - prateći vokali
- Laura Seršić - prateći vokali

### Produkcija
- Producent - Andrej Baša, Davor Tolja
- Glazba, aranžer - Davor Tolja
- Ton majstor - Andrej Baša, Davor Tolja
- Glazbeni urednik - Vojno Kundić
- Dizajn - Ivica Bobinec, Sanja Bachrach-Krištofič

## Vanjske poveznice
- Diskografija.com - Recenzija albuma Budi tu
- http://marinaperazic.fws1.com/diskografija%20Budi%20tu.htm